# سهره کوکویی
سهره کوکویی، بافنده کوکویی یا بافنده انگلی (نام علمی: Anomalospiza imberbis) نام یک گونه از تیره نیلی‌مرغان است.